# DR 135 046 und 047
Die Triebwagen DR 135 046 und 047 waren Versuchstriebwagen. die in den 1930er Jahren als Vergleichstriebwagen zu den üblichen Triebwagen mit eckiger Bauart entstanden. Die Fahrzeuge kamen über das Versuchsstadium nicht hinaus. Ein regelmäßiger Einsatz kann nicht nachgewiesen werden. Sie sind in den üblichen Statistiken nicht enthalten.

## Geschichte
Die Fahrzeuge sollten mit einer überarbeiteten Getriebekonfiguration vom Triebwagen 803 ausgestattet werden. Da sich dessen Trilok-Getriebe nicht bewährte, bekamen die Wagen ursprünglich das überarbeitete Getriebe Bauart F der KSB Aktiengesellschaft. Da es bei diesem Getriebe Schwierigkeiten gab, zog sich die Abnahme der Fahrzeuge bis Ende 1937 oder Anfang 1938 hin. Demzufolge finden sich in der Literatur keine Angaben über Einsätze und Bewährung der Fahrzeuge, es wird lediglich erwähnt, dass 1938 beide Getriebe nochmals im RAW Nürnberg ausgebaut wurden und einer nochmaligen Umarbeitung bei der Herstellerfirma unterzogen werden mussten. Erst Anfang 1939 waren beide Wagen wieder betriebsbereit. Zu Kriegsbeginn wurden sie abgestellt. Bei einem Luftangriff auf Nürnberg wurden sie zerstört und im selben Jahr ausgemustert.

## Konstruktive Merkmale
Der Wagenkasten und das äußere Erscheinungsbild entsprechen den DR 135 002 ... 059. Lediglich die Aufhängung des Maschinenrahmens war anders gelöst worden.
Der Unterschied zu den Fahrzeugen mit einem mehrstufigen Strömungsgetriebe war die Ausführung mit einem Trilok-Wandler, bei dem das Leitrad des Strömungswandlers oberhalb einer gewissen Geschwindigkeit pneumatisch als zusätzliches Turbinenrad umgeschaltet werden konnte. Durch die Ausrüstung mit dem Trilok-Getriebe wollte der Hersteller die Kosten für das Getriebe senken. Durch die Umschaltung von dem Wandler- in den Kupplungsbereich entstand beim Fahrzeug mit der Betriebsnummer 803 beim Schalten ein Drehmomentenschub, so dass sich das Getriebe als unökonomischer als ein reines Strömungsgetriebe herausstellte. Das Trilok-Getriebe der Triebwagen 135 046 und 047 besaß eine Zusatzkupplung, die sich beim Übergang vom Wandler- in den Kupplungsbereich selbständig zuschaltete. War der Übergang Wandler-Kupplung ausreichend weit überfahren, musste die Zusatzkupplung durch den Triebwagenführer pneumatisch entleert werden. Warum sich das im Automobilbau bewährte Trilok-Getriebe hier nicht bewährte, kann nicht in Erfahrung gebracht werden. Außerdem bereitete der Kriegsbeginn allen weiteren Versuchen ein Ende.
Die Fahrzeuge waren mit dem Sechszylinder-Viertakt-Dieselmotor W6V 15/18 c der MAN ausgerüstet.